# MP3
MP3, egentligen MPEG-1 Audio Layer III (där 3:an syftar till "Layer III")  är en del av standarden MPEG-1, senare vidareutvecklad i MPEG-2. Den används för komprimering av digitalt ljud och är den kanske vanligaste standarden för musikfiler på Internet. Ljudformatet lanserades 1991 vid universitetet i tyska Hannover, efter en 70-talsidé om att sända musiksignaler via telefonnätet.

## Historik
MP3 är ett underformat till det digitala formatet MPEG-1, vilket är anpassat för rörliga bilder. MP3 är inte detsamma som MPEG-3, vilket inte har funnits annat än som definition.
MP3 bygger på patent ägda av bland andra Fraunhofer IIS. I praktiken innebär det att den som tillverkar en MP3-spelare måste betala licensavgifter. Algoritmen lanserades 1991 vid universitetet i Hannover i Tyskland, efter en 70-talsidé på Friedrich-Alexander-universitetet i Erlangen-Nürnberg om att kunna sända musiksignaler över telefonledningar. Två av de inblandade tyska utvecklarna var Dieter Seitzer (universitetet i Erlangen) och Karlheinz Brandenburg (anställd på Fraunhoferinstitutet).

Förhistorien i utvecklingen av MP3-formatet tog sin början på Friedrich-Alexander-universitetet i Erlangen–Nürnberg.

MP3 har blivit ett av de absolut mest populära ljudformaten, vilket beror på att formatet har funnits under en lång tid och har hunnit etablera sig. Formatet stöder dessutom ID3-taggar som används för att spara dold metainformation, till exempel album, artist och kommentarer. Motsvarigheter till ID3 finns hos flera populära filformat, till exempel WMA. Filer som är komprimerade i MP3-formatet kallas vanligen för MP3-filer eller MP3:or.
Formatet MP3 blev under 00-talet alltmer populärt, även bland dem som tidigare varit mot distribution av musikfiler utan kopieringsskydd. Orsaken var delvis den stora standardiseringen och utbudet av billiga MP3-spelare.

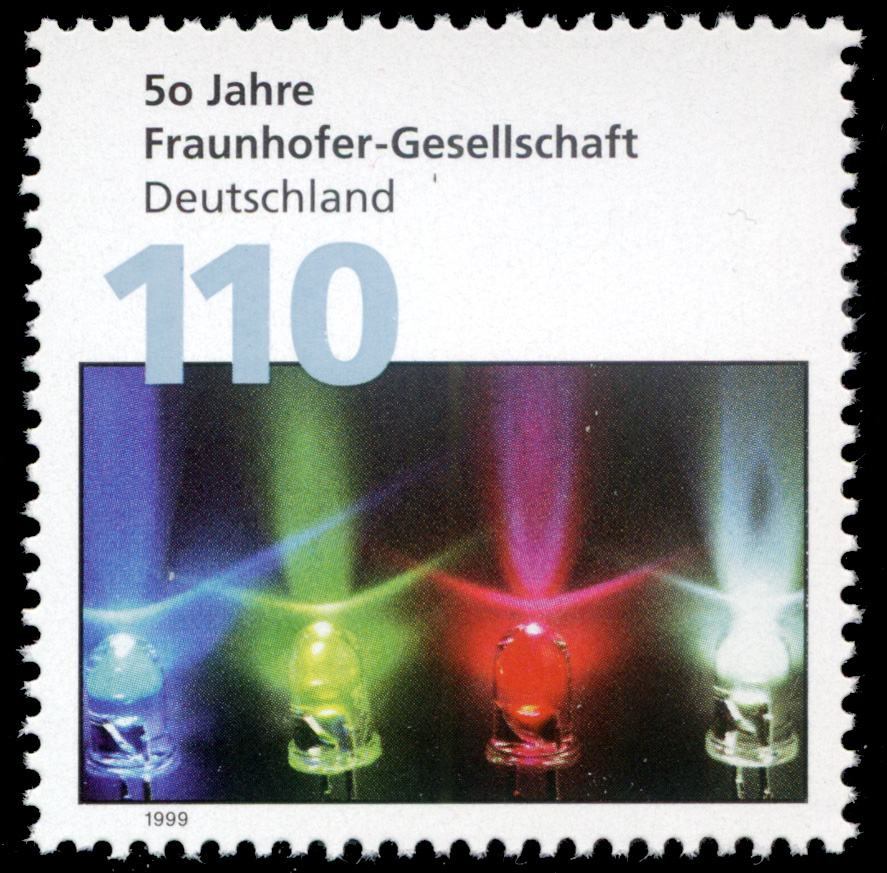
Det tyska Fraunhoferinstitutet utvecklar och äger patent för MP3-standarden.

### Tidslinje[8]
- 1977 – Karlheinz Brandenburg vid Fraunhoferinstitutet börjar leta efter sätt att öka kvaliteten på musik över en telefonledning.
- 1987 – Fraunhofer grundar forskningsprojekt "EUREKA EU147 ("Digital Audio Broadcasting – DAB).
- 1988 – I januari bildas Moving Picture Experts Group, kopplad till ISO/IEC.
- 1989 – I april får Fraunhofer ett tyskt patent på komprimeringsmetoden MP3.
- 1992 – Fraunhofers och Dieter Seitzers ljudkodningsalgoritm integreras i MPEG-1-standarden.
- 1993 – MPEG-1-standarden offentliggörs. Ett år senare är den senare standarden MPEG-2 klar.
- 1996 – I november blir MP3-standarden patentskyddad i USA.
- 1998 – Fraunhofer börjar dra ekonomisk nytta av sina MP3-patent. Alla utvecklare av MP3-kodare eller MP3-avkodare/spelare måste hädanefter betala en licensavgift till Fraunhofer.
- 1999 – SubPop blir det första skivbolaget att distribuera musikspår som MP3-filer. Samma år lanseras de första bärbara MP3-spelarna (musikspelare för MP3-formatet).
- 2017 – Patentet för MP3 går ut, som numera är licensfritt.[11]

## Beskrivning
MP3-formatet använder en algoritm för destruktiv komprimering vid inspelning av ljud, vilket innebär att en del av kvaliteten i ljudsignalen försvinner när ljudet komprimeras enligt MP3-algoritmen. Vid inspelning enligt mp3-standarden finns möjligheten att välja olika datahastigheter (en. bitrate) uttryckta i antal kilobit per sekund (kbps), vilket motsvarar olika kvalitetsgrader för ljudet.

MP3 är ett underformat till MPEG-1, vanligt bland annat i VCD och videofiler från Internets barndom. Senare utvecklade (video)format är MPEG-2 (för DVD och digital-TV) och MPEG-4 (nyare digital-TV och format för HD-video.

Upp till 128 kbps ger MP3 mycket tydligt märkbara nackdelar på grund av den destruktiva komprimeringen i ljudet, jämfört med motsvarande, nyare algoritmer. Senare tillkomna algoritmer (exempelvis WMA) tar visserligen också de bort delar av ljudets valörer men i något mindre grad än MP3 vid lägre bitrates. Vid högre bitrates är kvalitetförlusten dock mindre märkbar hos MP3 i jämförelse med nyare komprimeringsformat.
MP3 med 128 kbit/s (också kallat 16 kB/s eller 128 kbps) ger en ljudkvalitet som många tidigare ansåg var tillräcklig. Därför blev denna komprimeringskvalitet snabbt en inofficiell standard när nerladdningsprogram blev allt vanligare. På 2010-talet har dock högre kvaliteter som 192 kbit/s och 320 kbit/s blivit allt vanligare.

## Metainformation
ID3-tag eller Identify MP3 är en informationssträng innehållande metadata som lagras i MP3-filen men kan ge kompatibilitetsproblem för spelare. Formatet togs fram 1996 av Eric Kemp.

### ID3v1
ID3v1 var den första versionen av Eric Kemp som hade en fixerad storlek på 128 byte (tecken). Informationen skrevs sist i MP3-filen:
- Låttitel: 30 bytes
- Artist: 30 bytes
- Album: 30 bytes
- År: 4 bytes
- Kommentar: 30 bytes
- Genre: 1 byte (80 olika genrer på 80 tecken)
- 3 bytes för ordet TAG vilket visade var tagen började.

### ID3 v1.1
ID3v1.1 var nästa version där man låtit ta bort 2 bytes på alla fält med 30 byte. Detta för att ge plats till en skrivbar genre och två bytes för att beskriva låtnummer på skivan.

### ID3v2
ID3v2 som är den senaste har plats för 256 MB information med max 16 MB per block vilket tillåter en stor mängd kategorier och möjligheten att bädda in bilder och andra filer såsom låttexter.

## Alternativa format
Det finns andra format för destruktiv komprimering vid inspelning av ljud. Format med samma psykoakustiska modell har mp3PRO, AAC och MPEG-1 Audio Layer II (MP2). Patenten ägs huvudsakligen av Fraunhofer, men också av Dolby Laboratories, Sony, Thomson och AT&T. 
Det finns också open source-format, som  Opus och Ogg Vorbis.
Vidare finns det filformat som inte komprimerar ljudet destruktivt, vilket dock innebär att ljudfilerna blir förhållandevis större: Apple Lossless och FLAC (Free Lossless Audio Codec). Den senare är ett open source-format.

### Andra ljudfilformat
- AAC
- AIFF, Audio Interchange File Format
- Ogg Vorbis – patent och licensfritt med källkod
- WAVE – okomprimerat
- WMA
- Lic
- Free Lossless Audio Codec (FLAC) – bevarar allt, patent och licensfritt med källkod
- Mobile XFM